# Lorain (Ohio)
Lorain es una ciudad ubicada en el condado de Lorain en el estado estadounidense de Ohio. En el Censo de 2010 tenía una población de 64097 habitantes y una densidad poblacional de 1.024,89 personas por km².

## Geografía
Según la Oficina del Censo de los Estados Unidos, Lorain tiene una superficie total de 62.54 km², de la cual 61.31 km² corresponden a tierra firme y (1.96%) 1.23 km² es agua.

## Demografía
Según el censo de 2010, había 64097 personas residiendo en Lorain. La densidad de población era de 1.024,89 hab./km². De los 64097 habitantes, Lorain estaba compuesto por el 67.87% blancos, el 17.57% eran afroamericanos, el 0.51% eran amerindios, el 0.36% eran asiáticos, el 0.01% eran isleños del Pacífico, el 8.28% eran de otras razas y el 5.4% pertenecían a dos o más razas. Del total de la población el 25.24% eran hispanos o latinos de cualquier raza.